# Waltraud von Mons

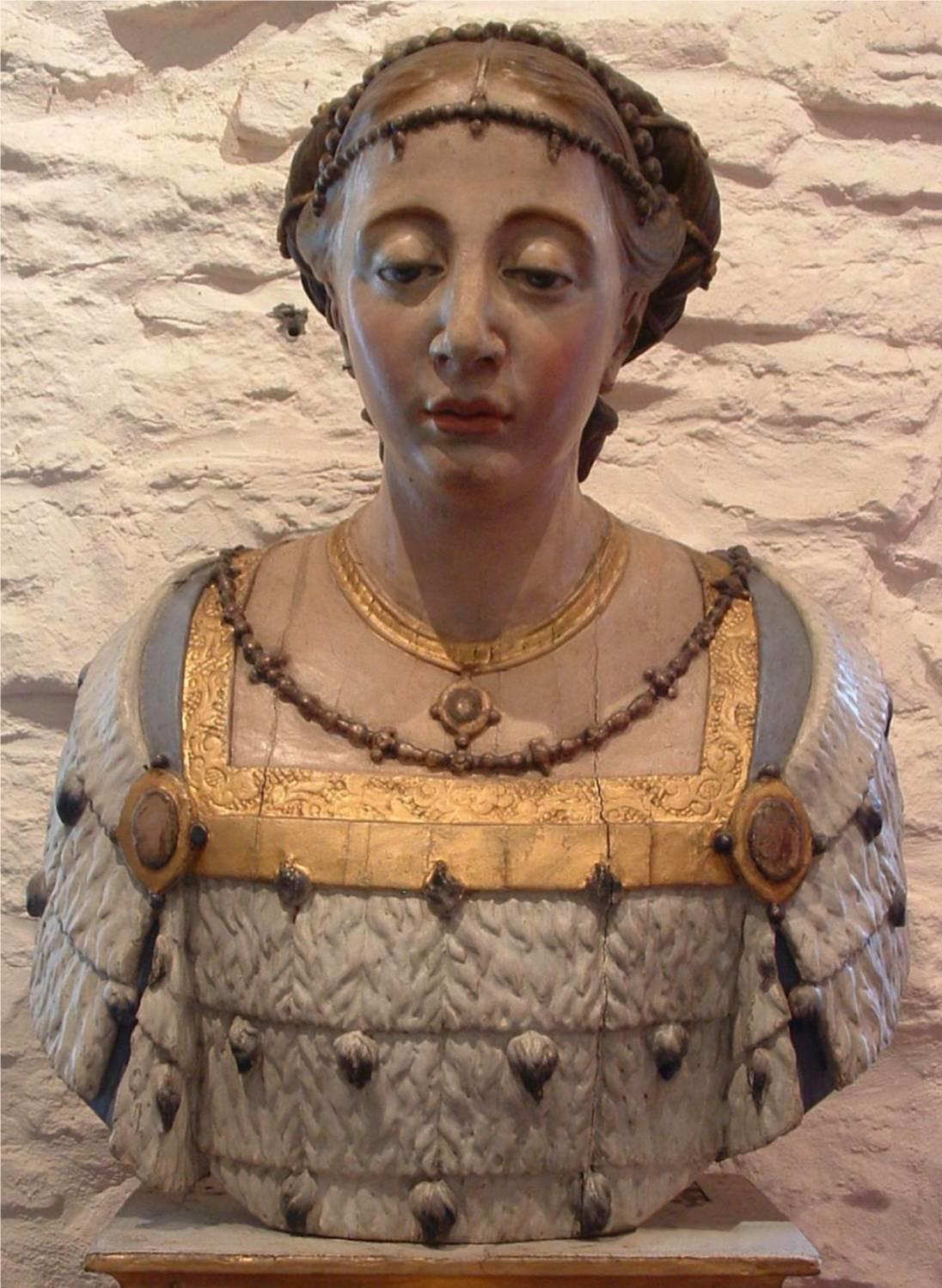
Sainte Waudru

Waltraud von Mons (auch Waldetrudis, französisch Sainte Waudru), (* Anfang des 7. Jahrhunderts im heutigen Frankreich; † 9. April um 688 in Mons) ist eine Heilige der katholischen Kirche.

## Leben
Waltraud (oft auch als Waltraut geschrieben) entstammte dem Königsgeschlecht der Merowinger und kam aus einer Familie, aus der viele Heilige hervorgingen. Ihre Eltern waren der Graf Walbert und die Hl. Bertila, ihre Schwester die Hl. Adelgundis. 
Sie wurde mit dem Grafen von Hennegau, Vinzenz Madelgarius vermählt, einem Hofbeamten des Königs Dagobert I., der später auch als Heiliger bezeichnet wurde, und hatte vier Kinder. Das älteste war der Hl. Landricus, der Abt der von seinem Vater gegründeten Klöster in Soignies und Hautmont in Nordfrankreich wurde, wahrscheinlich Missionsbischof im Gebiet um Brüssel war und um 700 starb. Das zweite war die Hl. Medelberta, die Äbtissin von Maubeuge war und 705 starb. Das dritte Kind war die Hl. Adeltrud, die ihrer Tante Adelgundis als Äbtissin von Maubeuge folgte. Das vierte Kind war der heilige Dentelin, der im Alter von sieben Jahren starb. 
Nachdem ihr Mann Vinzenz Madelgarius in das von ihm selbst gegründete Kloster Hautmont bei Maubeuge eingetreten war, nahm Waltraud zwei Jahre danach um 656 selbst den Schleier. Sie gründete in Castrilocus eine Benediktinerinnen-Abtei, um die die heutige Stadt Mons entstand, und leitete sie selbst als Äbtissin. An Waltraud erinnert in Mons noch heute die gotische Stiftskirche Sainte-Waudru, in der sie auch beigesetzt wurde.

## Legende
Die Legende besagt, dass Waltraud, bevor sie den Schleier nahm, von großer Gewissensangst befallen wurde, dass ihr Eintritt ins Kloster ihr als Unrecht ausgelegt werden könne. Ihr erschien aber ein Engel, der ihr Trost und Mut zusprach. Daraufhin ging sie ihren Weg mit solcher Treue und Standhaftigkeit, dass sich allenthalben der Ruf der Heiligkeit von ihr verbreitet habe. Auch die Gabe, vor allem kranke Kinder auf wundersame Weise zu heilen als auch Arme zu unterstützen, wobei sich die Gaben unter ihren Händen vermehrten, wurde ihr zugeschrieben.

## Gedenktag
Ihr Gedenktag ist der 9. April, in Mons wird die Übertragung ihrer Gebeine am 12. August gefeiert. Alljährlich zu Trinitatis werden ihre Reliquien anlässlich des Volksfestes Ducasse de Mons in einer großen Prozession durch Mons geführt.

## Waltraudpatrozinium
Kirchen mit dem Waltraudpatrozinium kommen vereinzelt in Belgien vor:
- St. Waudru (Mons), eine gotische Wallfahrtskirche von kathedralenhaften Ausmaßen
- St. Waltraud (Herentals), eine reich ausgestattete Kirche im Stil der Brabanter Gotik

## Bauernregel
Die dem Namenstag entsprechende Bauernregel lautet:
- Wenn der Kuckuck am 9. April nicht gesungen hat, ist er erfroren.
- Bringt Genoveva (am 3. Januar) uns Sturm und Wind, so ist uns Waltraud oft gelind.

## Ikonografie
Die Heilige Waltraud gilt als Schutzpatronin der Stadt Mons. In Casteau trägt ein Heilbrunnen ihren Namen. Sie wird mit einem Kirchenmodell oder mit einem Mantel, mit dem sie ihre vier Kinder schützt, dargestellt.